# Mjövattnet, Norrbotten
Mjövattnet är en sjö i Bodens kommun i Norrbotten och ingår i Råneälvens huvudavrinningsområde. Sjön har en area på 0,288 kvadratkilometer och ligger 123 meter över havet. Mjövattnet ligger i Råneälven Natura 2000-område. Sjön avvattnas av vattendraget Abramsån (Djupsjöån).

## Delavrinningsområde
Mjövattnet ingår i det delavrinningsområde (734864-175434) som SMHI kallar för Inloppet i Bredträsket. Medelhöjden är 163 meter över havet och ytan är 16,43 kvadratkilometer. Räknas de 4 avrinningsområdena uppströms in blir den ackumulerade arean 98,4 kvadratkilometer. Abramsån (Djupsjöån) som avvattnar avrinningsområdet har biflödesordning 2, vilket innebär att vattnet flödar genom totalt 2 vattendrag innan det når havet efter 66 kilometer. Avrinningsområdet består mestadels av skog (73 procent) och sankmarker (17 procent). Avrinningsområdet har 0,29 kvadratkilometer vattenytor vilket ger det en sjöprocent på 1,8 procent.